# 宮崎市立広瀬西小学校
宮崎市立広瀬西小学校（みやざきしりつ ひろせにししょうがっこう）は、宮崎県宮崎市佐土原町下那珂にある公立の小学校。

## 概要
歴史
1984年（昭和59年）に宮崎市立広瀬小学校から分離する形で創立。2024年（令和6年）に創立40年を迎えた。
校章
「小」の文字を背景にして、中央に校名略称である「広西」の文字（縦書き）を配している。
校歌
開校年の1984年（昭和59年）制定。作詞は川口四郎、作曲は根井翼による。歌詞は3番まであり、3番の歌詞中に校名の「広瀬西小」が登場する。
通学区域
宮崎市佐土原町のうち「下田島（一部）・下那珂（一部）」。
中学校区は宮崎市立久峰中学校。

## 沿革
- 1984年（昭和59年）
  - 4月1日 - 宮崎市立広瀬小学校から分離する形で「宮崎市立広瀬西小学校」（現校名）が開校。
  - 4月5日 - 開校式を挙行。
  - 4月14日 - PTAが発足。
  - 4月18日 - 校歌を制定。
  - 7月 - プールが完成。
  - 10月 - 校旗・校章旗を制定。

## 交通アクセス
最寄りの鉄道駅
- JR九州 日豊本線 「佐土原駅」

最寄りの幹線道路
宮崎県道14号佐土原国富線

## 周辺
- 岡公民館